# عيون طوكيو
عيون طوكيو هو فيلم فرنسي ياباني من إخراج جان بيير ليموسين ، صدر عام 1998 .
يتصدر عناوين الأخبار  في العاصمة اليابانية  مؤخرا بأن شاب يلقب بـ " الشخص ذو العيون الحول " بسبب نظارته السميكة، يطلق النار على الناس عن قرب، دون سبب واضح. لقد ألقت الشابة هينانو، الذي يعمل شقيقها ضابط شرطة، نظرة خاطفة على الصورة المركبة للشخص المعني، وسرعان ما تأكدت من أنه  المعني بيلأمر الذي رأته على خط المترو الذي تستقله كل صباح. فتقرر أن تبحث عن الشخصية الغامضة بنفسها.

## الورقة الفنية
- عنوان : عيون طوكيو
- تحقيق : جان بيير ليموسين
- سيناريو : جان بيير ليموزين ، سانتياغو أميجورينا ، فيليب مادرال ، ويوجي ساكاموتو
- موسيقى : كزافييه جامو
  - أغنية عينًا لعين معك تؤديها نانسي دانينو
- التصوير الفوتوغرافي : جان مارك فابر
- حَشد : دانييل أنيزين
- التوجيه الفني : ماسامي كوباياشي
- إنتاج : هينجامه باناهي (Lumen Films) وكينزو هوريكوشي (Euro Space)
- بلد الإنتاج :  فرنسا و  اليابان
- اللغة الأصلية : اليابانية ، وبشكل ثانوي الفرنسية
- شكل : الألوان - 1.85:1 - Dolby Surround - 35 مم
- جنس : كوميديا درامية ، رومانسية
- مدة : 97 دقيقة
- تواريخ الإصدار :
  - فرنسا :9
  - اليابان :24
  - بلجيكا :17

- يقوم تاكيشي كيتانو بظهور قصير في دور مساعد، وهو دور ياكوزا بسيط التفكير يحلم بامتلاك سلاح. في العام التالي، خصص ليموسين فيلمًا وثائقيًا للممثل والمخرج الياباني بعنوان تاكيشي كيتانو الذي لا يمكن التنبؤ به ، بينما دعا شيجيهيكو هاسومي ، المؤلف والفيلسوف ومدير جامعة طوكيو ، لترجمة الفيلم وطرح أسئلة المقابلة.
- بالإضافة إلى الموسيقى الأصلية، تتضمن الموسيقى التصويرية للفيلم أغنية من تأليف سيرج جاينسبورج ، Pauvre Lola ، والتي لم يتم تضمينها في الألبوم الذي تم إصداره تجاريًا.
- تم عرض الفيلم في مهرجان كان السينمائي عام 1998 ، في قسم نظرة ما .
- يرى بعض محبي المانجا The Seven-Colored Macaw أنها كانت مؤثرة على الفيلم.[بحاجة لمصدر] .

- جائزة أفضل ممثلة جديدة لهينانو يوشيكاوا في حفل توزيع جوائز الأفلام الاحترافية اليابانية في عام 1999.

1. ↑  مذكور في: معجم الأفلام العالمية. لغة العمل أو لغة الاسم: الألمانية. الناشر: Zweitausendeins.
2. ↑  وصلة مرجع: http://www.imdb.com/title/tt0157117/. الوصول: 21 مايو 2016.